# Mysteries of the Grand Hotel
Mysteries of the Grand Hotel è un serial muto del 1915 diretto da James W. Horne. Aveva come interprete principale l'attrice Marin Sais che compariva in tutti e dodici episodi della serie, sia nei panni della protagonista, Frances Ballon, che in altri ruoli. Di genere thriller, il serial era composto da dodici storie indipendenti una dall'altra.

## Produzione
Il film fu prodotto dalla Kalem Company.

## Distribuzione
Distribuito dalla General Film Company, il serial - della lunghezza di 7.200 metri diviso in 12 episodi, ognuno di due bobine - uscì nelle sale cinematografiche statunitensi il 21 luglio 1915.

### Episodi
- 1. The Strangler’s Cord - 21 luglio 1915
- 2. The Disappearing Necklace - 28 luglio 1915
- 3. The Secret Code - 4 agosto 1915
- 4. The Riddle of the Rings - 11 agosto 1915
- 5. The Substituted Jewel - 18 agosto 1915
- 6. A Double Identity
- 7. The False Clue - 1º settembre 1915
- 8. When Thieves Fall Out
- 9. Under Oath
- 10. The Wolf’s Prey
- 11. The Man on Watch
- 12. The Man in Irons